# کاتالینا بارسنا
کاتالینا بارسنا (انگلیسی: Catalina Bárcena؛ ۱۰ دسامبر ۱۸۸۸ – ۳ اوت ۱۹۷۸) یک هنرپیشه نامدار تئاتر اهل اسپانیا بود.
او در اوایل دههٔ ۷۰ میلادی، برندهٔ جایزه ملی تئاتر شد و یکی از به‌یادماندنی‌ترین سوگ نامه‌ها را فدریکو گارسیا لورکا دربارهٔ او نوشته‌است که در آن، صدای کاتالینا را به «صدایی چون موسیقی و کریستال» (sonaba a música y cristal) تشبیه نموده‌است.